# Кымлинваям
Кымлинваям (Кимлинваям) — река в России, на северо-востоке полуострова Камчатка.
Длина реки — 28 км. Протекает по территории Олюторского района Камчатского края. Впадает в Олюторский залив, (бухта Сомнения).
Названа по близлежащему массиву, в переводе — «река завитых гор».

## Данные водного реестра
По данным государственного водного реестра России относится к Анадыро-Колымскому бассейновому округу.
Код объекта в государственном водном реестре — 19060000212120000006097.